# باربرا روجوف
باربرا روجوف (بالإنجليزية: Barbara Rogoff)‏ معلمة تكمن اهتماماتها في فهم وتوصيل التوجهات التعليمية المختلفة بين الثقافات، وخاصة في كتابها الطبيعة الثقافية للتنمية البشرية (2003). عملها يربط بين علم النفس والأنثروبولوجيا بالاعتماد على فيجوتسكي. وهي تشغل كرسي الرئاسة بجامعة كاليفورنيا كأستاذ في جامعة كاليفورنيا-سانتا كروز. تخرجت من كلية بومونا وجامعة هارفارد.

## المهنة
تدرس روجوف عن الاختلاف الثقافي في عمليات التعليم والأوضاع، مع الاهتمام الخاص بالمجتمعات التي لم يكن التعليم فيها سائداً. وهي مهتمة بشكل خاص بالجوانب الثقافية للتعاون، والتعلم من خلال الملاحظة، واهتمام الأطفال والاهتمام الشديد بالأحداث الجارية، وأدوار البالغين كمرشدين أو كمدرسين، وفرص الأطفال للمشاركة في الأنشطة الثقافية أو في البيئات التي تركز على الأطفال حسب أعمارهم. تخرجت من كلية بومونا في عام 1971، وتخصصت في علم النفس. حصلت في وقت لاحق على درجة الدكتوراه من جامعة هارفارد.

## الكتب
كتب روجوف، «التعلم معًا: الأطفال والكبار في مجتمع المدرسة»، شاركت في تأليفه مع المعلمين كارولين توركانيس وليزلي بارتليت، «الفصل الدراسي المفتوح» الذي وضعته سولت لايك، وهو برنامج التعليم بين الآباء والتعاونية التي هي الآن مدرسة ميثاق.
كما كتبت روجوف فصلاً في كتيب علم نفس الطفل المحرر. وكان فصلها بعنوان الإدراك كعملية تعاونية. في ذلك، تناقش المنظر البنّالي بياجيه والمنظر الاجتماعي الثقافي فيجوتسكي فيما يتعلق بالتعاون، ودور الخبراء البالغين في عملية التعلم، وتفاعل الأقران والأنشطة الاجتماعية الثقافية التعاونية المجتمعية.
وفي الآونة الأخيرة، كتبت روجوف تطوير المصائر: قابلة المايا ومدينة. ولا يُجمل هذا الكتاب فقط كيف ترشد الممارسات الثقافية مشاركة المرء، بل أيضاً كيف يختار أفراد المجتمع المحلي الممارسات الثقافية ويغيرونها.

## روابط خارجية
- Barbara Rogoff biography
- Sociocultural Theory wiki, University of Illinois at Urbana-Champaign.